# Ca n'Oller de Ridorta
Ca n'Oller de Ridorta o La Casa Oller és una obra de Sant Martí Sapresa que es troba als afores del nucli municipal de Brunyola i Sant Martí Sapresa.(Selva) inclosa en l'Inventari del Patrimoni Arquitectònic de Catalunya.

## Descripció
Es tracta d'un edifici aïllat de dues plantes i coberta de doble vessant a laterals situada a 1 km de Bruyola, propera a Can Pla (veure la fitxa corresponent a Can Pla). La casa està formada per dos parts, i a més hi ha un paller i un pou. La façana és arrebossada i destaca sobretot per la cornisa en forma esglaonada.
Pel que fa a la part original, la planta baixa presenta un gran portal de mig punt adovellat de pedra calcaria en grans blocs. La resta de finestres d'aquest sector són rectangulars i algunes d'elles, emmarcades de pedra. També es conserven restes d'un rellotge de sol pintat a la paret, al primer pis. La cornisa, feta de rajola i de forma esglaonada, té sis nivells (un d'ells parcialment deteriorat) i culmina amb forma triangular. Cada nivell està decorat amb ràfec de rajola amb forma de dent de diamant.
La part de la dreta, feta de pedra i rajola, es caracteritza per les finestres de mig punt de migdia i ponent, amb restes d'una antiga balconada de barana de ferro a ponent.
L'any 1913 Rafael Masó i Valentí la va reformar i s'ha conservat sense alteracions. A l'AHG s'hi troben dibuixos de plants alçats i detalls de la barana de l'escala interior.